# Balgarszka Nacionalna Televizija
A Balgarszka Nacionalna Televizija Bulgária nemzeti televízióadója. Székhelye a fővárosban, Szófiában van. A televízió felel sok bulgáriai műsorért, valamint bolgár hírességek külföldi szerepléséért (pl. Eurovíziós Dalfesztivál).
A tévétársaság 1993 óta tagja az Európai Műsorsugárzók Uniójának.

## Külső hivatkozások
- BNT.bg